# Wechselstrom
Wechselstrom bezeichnet einen stationären elektrischen Strom, der seine Richtung (Polung) periodisch ändert und bei dem sich positive und negative Augenblickswerte so ergänzen, dass der Strom im zeitlichen Mittel null ist.

## Abgrenzung
Abzugrenzen ist der Wechselstrom vom Gleichstrom, der sich (abgesehen von Schaltvorgängen oder Einflusseffekten) zeitlich nicht ändert, oder – in erweiterter Bedeutung – der ein periodischer Strom ist, dessen Gleichanteil vorrangige Bedeutung hat. In der erweiterten Bedeutung handelt es sich um Mischstrom.

## Verwendung
Weil sich sinusförmige Wechselspannung einfach erzeugen und transformieren lässt, verwendet die elektrische Energieversorgung meist diese. Sie treibt durch einen linearen Widerstand Wechselstrom, der auch sinusförmig ist. Bei nichtlinearen Widerständen treten Verzerrungen auf, indem sich im Strom zusätzliche Sinus-Schwingungen mit höheren Frequenzen (Oberschwingungen) ausbilden. Bei der Erzeugung in rotierenden elektrischen Maschinen ist die Sinusform vorgegeben. Häufig werden drei einzelne Wechselströme in einem Dreiphasenwechselstrom-System zusammengefasst und übertragen. Im Haushaltsbereich wird Einphasenwechselstrom für Beleuchtung und für alles, was sich über Haushaltssteckdosen anschließen lässt, bevorzugt. Bei der Energieübertragung sind beim Wechselstrom dessen Wirkstrom- und Blindstromanteil zu beachten.

Internationales Zeichen für Wechselstrom nach IEC 60617

Hochfrequente Wechselströme werden in der Nachrichtentechnik und in der Elektromedizin verwendet.
International wird Wechselstrom häufig auf englisch mit alternating current oder mit dem Kürzel AC bezeichnet, das zugleich für Wechselspannung verwendet wird. Im Gegensatz dazu steht DC für direct current, womit Gleichstrom wie auch Gleichspannung gekennzeichnet werden.
Diese Wechselspannung wird bei Steckdosen verwendet, sodass man nicht auf die richtige Polarität der Steckdose oder des Steckers achten muss.

Links: Sinusförmige Wechselgröße
Rechts: Ihr Quadrat als ebenfalls Sinusförmige, aber einen Gleichanteil enthaltende Mischgröße

## Erzeugung

### Zeitlicher Verlauf
Die einfachste denkbare Form von Wechselstrom entsteht durch ständig wechselnde Umpolung eines Gleichstroms. Obwohl dieser Wechselstrom technisch für die verschiedensten Anwendungen nutzbar ist, wird er nicht zur großräumigen Energiebereitstellung und Netzregelung verwendet. Der Grund ist das entstehende Frequenzspektrum eines solchen Spannungsverlaufes, das zusätzliche, wesentlich höhere Frequenzen als nur die Grundfrequenz umfasst. Zum Beispiel darf in der Funktechnik nicht mit Rechteckspannung gesendet werden, weil dies andere Funkdienste stören würde. In kleinen Geräten wie Schaltnetzteilen in Computern oder Zerhackern zur Erzeugung von Hochspannung aus Batterien wird die Rechteckform verwendet, weil sie technisch sehr einfach mit schaltenden Bauelementen der Leistungselektronik hergestellt werden kann. Kleine Geräte lassen sich so abschirmen, dass die Oberschwingungen keine Störungen anderer Geräte verursachen.
In der Energieversorgung wird fast nur „sinusförmiger Wechselstrom“ eingesetzt, weil er keine unerwünschten Schwingungsanteile besitzt. Er hat seinen Namen daher, dass die Momentanwerte über eine vollständige Periode mit einer positiven und einer negativen Halbschwingung exakt den Werten der Sinus-Winkelfunktion über einen Vollkreis (0–360°) entsprechen, die grafische Darstellung des Stromes auf einer Zeitachse ergibt dabei die typische Sinuskurve.
Andere Graphformen, wie beispielsweise Dreieckform, kommen nur mit sehr geringen Leistungen in der Messtechnik, der Impulstechnik, der elektronischen Klangerzeugung oder der analogen Nachrichtentechnik vor.

### Mehrphasiger Wechselstrom

Sinusschwingungen im Dreiphasensystem

Neben Wechselstrom als Einphasen-Leiterstrom werden zur Energieversorgung verkettete, in ihren Phasenwinkeln versetzte Wechselströme eingesetzt. Die dazu notwendigen Spulen der Generatoren sind gleichmäßig um den Kreisumfang verteilt. Diese spezielle Form von Wechselstrom wird bei drei Phasenwinkeln von je 120° als Dreiphasenwechselstrom und umgangssprachlich als „Drehstrom“ bezeichnet.
Die einzelnen Wechselströme des Dreiphasensystems lassen sich unabhängig voneinander als Einzelsystem bei Kleinverbrauchern nutzen. Die drei zeitlich gegeneinander verschobenen Außenleiterströme haben unter anderem den Vorteil, dass sich damit bei gleicher übertragener Leistung die Leiterquerschnitte in Summe verringern lassen und die Fernübertragung mit hochgespanntem Wechselstrom durch die Verkettung verlustärmer wird. Zudem gibt es Drehstrom-Asynchronmotoren, deren Drehzahl jedoch ohne Frequenzumrichter nur in groben Stufen verändert werden kann.
Darüber hinaus existieren noch andere mehrphasige Wechselstromsysteme, wie der Zweiphasenwechselstrom oder allgemein Mehrphasenwechselstromsysteme, welche allerdings in der öffentlichen elektrischen Energieversorgung keine wesentliche Bedeutung haben. Wechselstromsysteme mit mehr als drei Phasen werden unter anderem bei speziellen elektrischen Antriebssystemen basierend auf Synchronmotoren eingesetzt. Der Mehrphasenwechselstrom wird dabei mittels Wechselrichter und einem Zwischenkreis aus dem Dreiphasensystem gewonnen.

## Rechengrößen

### Frequenz und Periode
Die Frequenz bezeichnet die Anzahl der Schwingungen eines periodischen Vorgangs bezogen auf das Zeitintervall, für das diese Anzahl gilt. Sie wird angegeben in der Einheit Hertz mit dem Einheitenzeichen Hz.
Eine Periode ist das kleinste örtliche oder zeitliche Intervall, nach dem sich der Vorgang wiederholt. Dieser Zeitabstand heißt Periodendauer. Bei einem Wechselstrom ist eine Periode z. B. eine aufeinanderfolgende positive und negative Halbschwingung. Die Periodendauer {\displaystyle T} ist gleich dem Kehrwert der Frequenz {\displaystyle f}
{\displaystyle T={\frac {1}{f}}} .
Die bekannteste Wechselstrom-Frequenz ist 50 Hz, die Netzfrequenz der öffentlichen Energieversorgung in der Europäischen Union. Dieser Wechselstrom hat eine Periodendauer von
{\displaystyle T_{50}={\frac {1}{50\;\mathrm {Hz} }}={\frac {1}{50}}\mathrm {s} =20\;\mathrm {ms} } .
Eine Übersicht zur Energieversorgung in anderen Ländern siehe unter Länderübersicht Steckertypen, Netzspannungen und -frequenzen.
Vorzugsweise für theoretische Berechnungen, wie etwa bei der komplexen Wechselstromrechnung, wird die Kreisfrequenz {\displaystyle \omega } verwendet:
{\displaystyle \omega =2\pi \cdot f} .
Bei einem Wechselstrom mit einer Frequenz von 50 Hz ist
{\displaystyle \omega _{50}=2\pi \cdot 50\;\mathrm {Hz} \approx 314\;\mathrm {s} ^{-1}} .
Die niedrigste Wechselstrom-Frequenz, die mit einer gewissen Verbreitung in Deutschland, Österreich, Schweiz, Schweden und Norwegen eingesetzt wird, ist beim Bahnstrom mit 16,7 Hz zu finden.
Die höchste Frequenz für Wechselstrom ist durch die Möglichkeiten und Erfordernisse in der Funktechnik gegeben und liegt in der Größenordnung von 300 GHz.

### Charakterisierende Werte der Stromstärke

Die Darstellung für sinusförmige Wechselspannung gilt entsprechend auch für die Stromstärke.
1 = Scheitelwert, hier auch Amplitude
2 = Spitze-Tal-Wert
3 = Effektivwert
4 = Periodendauer

Der zeitabhängige Verlauf des Wechselstromes bringt bei der Angabe über die Stromstärke Probleme mit sich.
- Augenblickswerte oder Momentanwerte {\displaystyle i} sind zur Charakterisierung ungeeignet.
- Der Scheitelwert ist die höchste (unabhängig von der Polarität) erreichbare Stromstärke, er ist als besonderer Augenblickswert nur bei Sinusform repräsentativ und wird dann als Amplitude bezeichnet; allzu oft ist der Strom nicht sinusförmig. Seine Messung mittels Oszilloskop ist häufig schwierig (allein schon aus Erdungsgründen).
- Der Mittelwert ist definitionsgemäß gleich null.[3]
- Der Gleichrichtwert ist die am leichtesten messbare Größe, hat aber außerhalb der Messtechnik nur wenig Bedeutung.
- Der Effektivwert ist die bevorzugte Angabe, wenn Energieumsetzung von Bedeutung ist.

Der Effektivwert eines Wechselstroms entspricht dem Wert eines Gleichstroms, der in einem ohmschen Widerstand dieselbe Wärme erzeugt. Er kann mit einem effektivwertbildenden Strommessgerät gemessen werden.
Aus dem Effektivwert und dem Scheitelfaktor √2 eines sinusförmigen Wechselstroms kann dessen Amplitude {\displaystyle {\hat {\imath }}} berechnet werden
{\displaystyle {\hat {\imath }}={\sqrt {2}}\cdot I_{\mathrm {eff} }} .
Bei nicht sinusförmigem Wechselstrom ergibt sich in Abhängigkeit von der Kurvenform ein anderer Zusammenhang zwischen Scheitelwert und Effektivwert. Bei nach jeweils gleichen Zeiten zwischen {\displaystyle +{\hat {\imath }}} und {\displaystyle -{\hat {\imath }}} umspringendem Rechteckwechselstrom gilt beispielsweise:
{\displaystyle {\hat {\imath }}=I_{\mathrm {eff} }} .
Falls nichts anderes angegeben wird, sind bei Wechselströmen und Wechselspannungen immer die Effektivwerte gemeint. So darf ein aus dem Stromnetz bezogener Strom mit der Angabe „maximal 2,0 A“ dennoch steigen auf
{\displaystyle {\hat {\imath }}=I_{\mathrm {eff} }\cdot {\sqrt {2}}\approx 2{,}0\ \mathrm {A} \cdot 1{,}414\approx 2{,}8\ \mathrm {A} } .

### Wechselstromwiderstände
Ohmscher Widerstand, Kondensator und Spule verhalten sich bei sinusförmigem Wechselstrom wie lineare Widerstände. Sie haben keinen Einfluss auf die Sinusförmigkeit, aber Kondensatoren und Spulen verursachen eine Phasenverschiebung zwischen dem Strom- und Spannungsverlauf. – Nahezu alle Halbleiter verhalten sich als nichtlineare Widerstände. Für nichtlineare Widerstände und nichtsinusförmige Verläufe ist eine geschlossene Behandlung nicht möglich.

### Kenngrößen der Leistung
Mit der Spannung {\displaystyle u} und der Stromstärke {\displaystyle i}, die sich mit der Zeit {\displaystyle t} ändern, gilt für den Augenblickswert der Leistung {\displaystyle p}
{\displaystyle p=u\cdot i\,}.
Bei periodischen Vorgängen gibt es zeitunabhängige Leistungsgrößen, und zwar die Wirkleistung {\displaystyle P}, Blindleistung {\displaystyle Q} und Scheinleistung {\displaystyle S}.

## Geschichte
Die grundlegenden Voraussetzungen des heutigen „Stromes aus der Steckdose“ schuf Michael Faraday im Jahre 1831 mit seinen Untersuchungen zur elektromagnetischen Induktion. Durch seine Grundlagenforschung war es möglich, mechanische Leistung in elektrische Leistung umzusetzen.
Die magnetoelektrischen Maschinen der ersten Epoche, etwa die der in Belgien operierenden englisch-französischen Societé anonyme de l’Alliance nach Floris Nollet, waren mit ihren Permanentmagneten sperrig und unwirtschaftlich. Um die Jahrhundertmitte wurde jedoch das dynamoelektrische Prinzip entdeckt, welches die bisher eingesetzten Stahlmagnete durch sich selbst induzierende Elektromagnete ersetzte und daher zu einer größeren Wirtschaftlichkeit führte. Der Erstentdecker, der Däne Søren Hjorth, ließ seinen Generator 1854 in England patentieren. Der nächste Erbauer einer derartigen Maschine, Ányos Jedlik, verstand es noch nicht ganz und hoffte auf eine Weiterentwicklung zum Perpetuum mobile. Werner Siemens war der dritte und erreichte 1866 mit dem dynamoelektrischen Generator einen wirtschaftlichen Durchbruch.
Um 1890 kam es zum sogenannten Stromkrieg in den Vereinigten Staaten von Amerika.
Eine wesentliche Komponente für die flächendeckende Verbreitung und Anwendung der Wechselstromtechnik war die Entwicklung des Transformators, an der zwischen 1870 und 1910 mehrere Forscher, Ingenieure und Geschäftsmänner in verschiedenen Ländern, teils unabhängig voneinander, wesentlich beteiligt waren.
Mit den Elektricitäts-Werken Reichenhall errichtete der Holzstoff-Fabrikant Konrad Fischer das erste öffentliche Wechselstromkraftwerk Deutschlands in Bad Reichenhall, welches am 15. Mai 1890 den Betrieb aufnahm. Es war das erste Wasserkraftwerk in Deutschland und das erste öffentliche E-Werk in Bayern. Über ein Vorgelege mit zwei konischen Rädern und einem Riemenantrieb übertrug eine Jonval-Turbine die Wasserkraft mit 600 min−1 auf einen Wechselstromgenerator der Firma Oerlikon in Zürich, der 2000 Volt Spannung und maximal 30 Ampere entwickelte. Zum Zeitpunkt der Inbetriebnahme war das Werk in der Lage, 1200 Glühlampen in Reichenhall, Karlstein und Kirchberg zu versorgen.
Die Betreiber der Niagara-Wasserkraftwerke schrieben einen Preis in Höhe von 100 000 US-Dollar für denjenigen aus, der eine Lösung zur Übertragung elektrischen Stroms über große Entfernungen entwickelt. Die Entscheidung fiel 1893 zugunsten des von Nikola Tesla und George Westinghouse entwickelten Wechselstrom-Systems.

## Verwendung
Bei der Netzfrequenz 50 Hz beträgt die Wellenlänge 6000 km, das übersteigt erheblich die Ausdehnung Deutschlands. In den meisten Wechselstrombauteilen kann daher vernachlässigt werden, dass es sich beim Wechselstrom um eine Welle handelt. Bei höheren Frequenzen wie im Bereich der Hochfrequenz tritt der Skin-Effekt (Stromverdrängung) auf, welcher zu einer Einschränkung der tatsächlich leitenden Schicht auf die äußeren Bereiche eines Leiters führt. Bei 50 Hz beträgt diese Eindringtiefe 12 mm für Aluminium und 10 mm für Kupfer. Während dies für Leitungen im Hausgebrauch nicht von Relevanz ist, werden Leitungen für höchste Ströme, z. B. in Generatoren, zuweilen als Hohlleiter ausgeführt (ein solcher Leiter kann dabei zusätzlich zur Führung von Kühlflüssigkeit genutzt werden). Bei der Energieübertragung mittels Freileitungen wird als Leiterseil oftmals eine Kombination aus Stahl und Aluminium verwendet, wobei Stahl als Kern der Zugfestigkeit dient, umgeben von Aluminium für die elektrische Leitfähigkeit.
Unter anderem lässt sich Dreiphasenwechselstrom größerer Leistung nicht über die notwendigen längeren Seekabel übertragen. Zu dem elektrischen Energieaustausch muss Gleichstrom in Form der Hochspannungs-Gleichstrom-Übertragung (HGÜ) verwendet werden.

## Biologische Wirkung auf den Menschen
Die Wirkung und eventuelle Gefährlichkeit von Strom auf den menschlichen Körper ergibt sich unter anderem aus der Beeinflussung auf das Erregungsleitungssystem des Herzens: Dort werden Erregungen als elektrische Impulse weitergeleitet, die zur geordneten Kontraktion des Herzmuskels führen. Von außen zugeführter Strom stört diese Erregungsausbreitung, insbesondere dann, wenn er während der sogenannten vulnerablen Phase Zellen des Herzens erregt. In dieser Phase sind Teile des Herzens noch erregt – also nicht neu erregbar –, während andere Teile schon wieder auf dem Weg zum nicht-erregten Zustand sind, also teilweise schon wieder erregbar. Wird in der vulnerablen Phase eine zusätzliche Erregung ausgelöst, kann es zu ungeordneten Erregungen der Herzmuskelzellen kommen, dem Kammerflimmern. Durch die ungleichmäßigen, schnellen Kontraktionen der Herzmuskelzellen kann kein Blut mehr gepumpt werden.
Die besondere Gefährlichkeit von Wechselstrom gegenüber Gleichstrom ergibt sich daraus, dass Wechselstrom durch die schnellen Wechsel der Polarität mit höherer Wahrscheinlichkeit die vulnerable Phase trifft.
Die Folgen eines Stromunfalls mit Wechselstrom auf den Menschen hängen dabei von verschiedenen Faktoren ab, insbesondere von Stromart und -frequenz (s. o.) sowie der Zeitdauer, die der Strom auf den Körper wirkt. Das erklärt, warum beispielsweise ein durch einen elektrischen Weidezaun zugefügter Stromschlag weder auf Menschen noch auf Tiere bleibende Folgen hat, da die Stromimpulse zu kurz sind, um die Nervenzellen des Herzens zu erregen. Schließlich spielt auch der Weg, den der Strom durch den Körper nimmt, eine Rolle, wobei der vertikale Weg, bei dem der Strom durch alle lebenswichtigen Organe fließt, der gefährlichste ist.
Letztlich bestimmt die Stromstärke pro Fläche, also die Stromdichte, sowie deren Einwirkdauer die Auswirkungen. Beispielsweise bewirken hohe Ströme an den Ein- und Austrittstellen Verbrennungen der Haut, die Strommarken genannt werden. Einen Anhalt über die zu erwartenden Auswirkungen auf den menschlichen Körper gibt folgende Tabelle. Diese Werte sind jedoch stark abhängig von dem Stromweg und gelten nur, wenn sich der Strom über den Hautwiderstand im Körper verteilt und nicht z. B. auf den Herzmuskel konzentriert. So genügen für den Herzmuskel selbst bereits 0,01 mA, um Herzkammerflimmern auszulösen. Wenn etwa Elektroden unter der Haut oder sogar in der Nähe des Herzens oder anderer empfindlicher Organe implantiert werden, können die bei gewöhnlichen Haushaltsgeräten vergleichsweise noch zulässigen Größenordnungen von Kriechströmen hier lebensbedrohlich sein.
| Stromstärke  | Wirkung |
| ------------ | --- |
| unter 0,5 mA | nicht wahrnehmbar (evtl. mit der Zunge wahrnehmbar) |
| 10 … 25 mA   | Kontraktionen der Fingermuskeln (Loslassgrenze), Blutdrucksteigerung, keine Auswirkung auf Erregungsleitungssystem des Herzens, für Kinder möglicherweise bereits tödlich |
| 25 … 80 mA   | Bewusstlosigkeit, Arrhythmie, Blutdrucksteigerung |
| 80 mA … 3 A  | Atemstillstand, Kreislaufstillstand durch Kammerflimmern bzw. Asystolie                                                                                                   |
| über 3 A     | zusätzlich Verbrennungen |

Die entsprechende Angabe von Berührungsspannungen ist nur möglich (siehe ohmsches Gesetz), wenn der entsprechende Körperwiderstand bekannt wäre. Beispielsweise im Falle des Hausstromanschlusses (230 V) und einem Körperwiderstand von näherungsweise 3 kΩ (bei Stromweg zwischen einer Fingerspitze der linken Hand und einer Fingerspitze der rechten Hand unter verschiedenen Bedingungen), ergibt sich ein Strom von ca. 75 mA, der zu den oben genannten Reaktionen und in der Folge auch zum Tod führen kann. Feuchte oder nasse Haut kann den Körperwiderstand massiv absenken. Das Berühren von Gegenständen unter Kleinspannung ({\displaystyle U_{\sim }}< 50 V) gilt für erwachsene Menschen als nicht lebensbedrohlich.